# Калина, Евгений Иванович
Евге́ний Ива́нович Кали́на (1939 год — 2012, Аризона, США) — чемпион СССР, заслуженный тренер СССР по парусному спорту.

## Биография
Евгений Калина родился в 1939 году. В возрасте 15 лет стал заниматься парусным спортом в городе Днепропетровске. Первым тренером был Фёдор Михайлович Алейников. Занимался спортом на судах классов «Ёрш», «Р-2», «М», «Финн», «Летучий Голландец», «Дракон», «Звездный», «Солинг», «Темпест».
В 1960 году Евгений Калина стал чемпионом СССР в классе «М». В 1962 году выиграл Черноморскую регату. Стал призером Кильской регаты. Соревнуясь в классе «Звездный», получил серебряную медаль Спартакиады народов СССР[уточнить], Кубок СССР и «Золотой Кубок» Венгрии. 10 раз выигрывал звание чемпиона Украины.
Стал тренером в 1958 году, с 1960 года — в сборной команде СССР. Основатель спортивной школы нового типа в Белоруссии, основная цель которой — подготовить специалистов парусного спорта широкого профиля.
Евгений Калина после переезда из Украины в Беларусь, оказал сильное влияние на развитие парусного спорта в стране. В 1989 году был главным тренером сборной команды Белоруссии, под его руководством белорусские спортсмены победили в многодневной гонке профессионалов.
Среди учеников Евгения Калины — чемпион мира и Европы в классе яхт-катамаранов «Торнадо», многократный чемпион СССР Сергей Кравцов, который на Олимпиаде в Сеуле в классе яхт-катамаранов «Торнадо» занял 7 место. Ученик Евгения Калины Сергей Хорецкий стал чемпионом СССР, чемпионом Европы в классе яхт «Финн» и призером чемпионата Европы в классе яхт «Звёздный». Среди учеников Калины есть многократные призеры чемпионатов мира и Европы, например Виктор Буданцев и Геннадий Страх. Другие его ученики — Сергей Морозов, Олег Сполан, Олег Мирон, Владимир Семенов, Александр Шпилько, Георгий Кравцов, Дмитрий Ермоленко — участвовали в международных регатах, и многие из них становились призёрами. В. И. Карпов стал победителем чемпионата СССР в 1960 году. Валерий Зубанов — участник Олимпийских игр 1972,1976 и 1980 годов. Команда белорусских яхтсменов, которую сформировал Калина, победила на I Всесоюзных спортивных играх молодежи в 1977 году.
Олег Шилов характеризовал Евгения Калину, как очень квалифицированного и интересного тренера, у которого был особый подход к воспитанию спортсменов.
Евгений Калина умер в 2012 году в штате Аризона, США, от сердечной недостаточности.